# اونو، هیوگو
اونو در استان هیوگو در کشور ژاپن واقع شده‌است  که دارای جمعیت ۴۹٬۶۶۴ نفر و مساحت ۹۲٫۹۲ کیلومتر مربع با تراکم جمعیت ۵۳۴  نفر در کیلومترمربع است و در تاریخ ۱ دسامبر ۱۹۵۴ به عنوان شهر شناخته شد.